# Nordfriisk Instituut

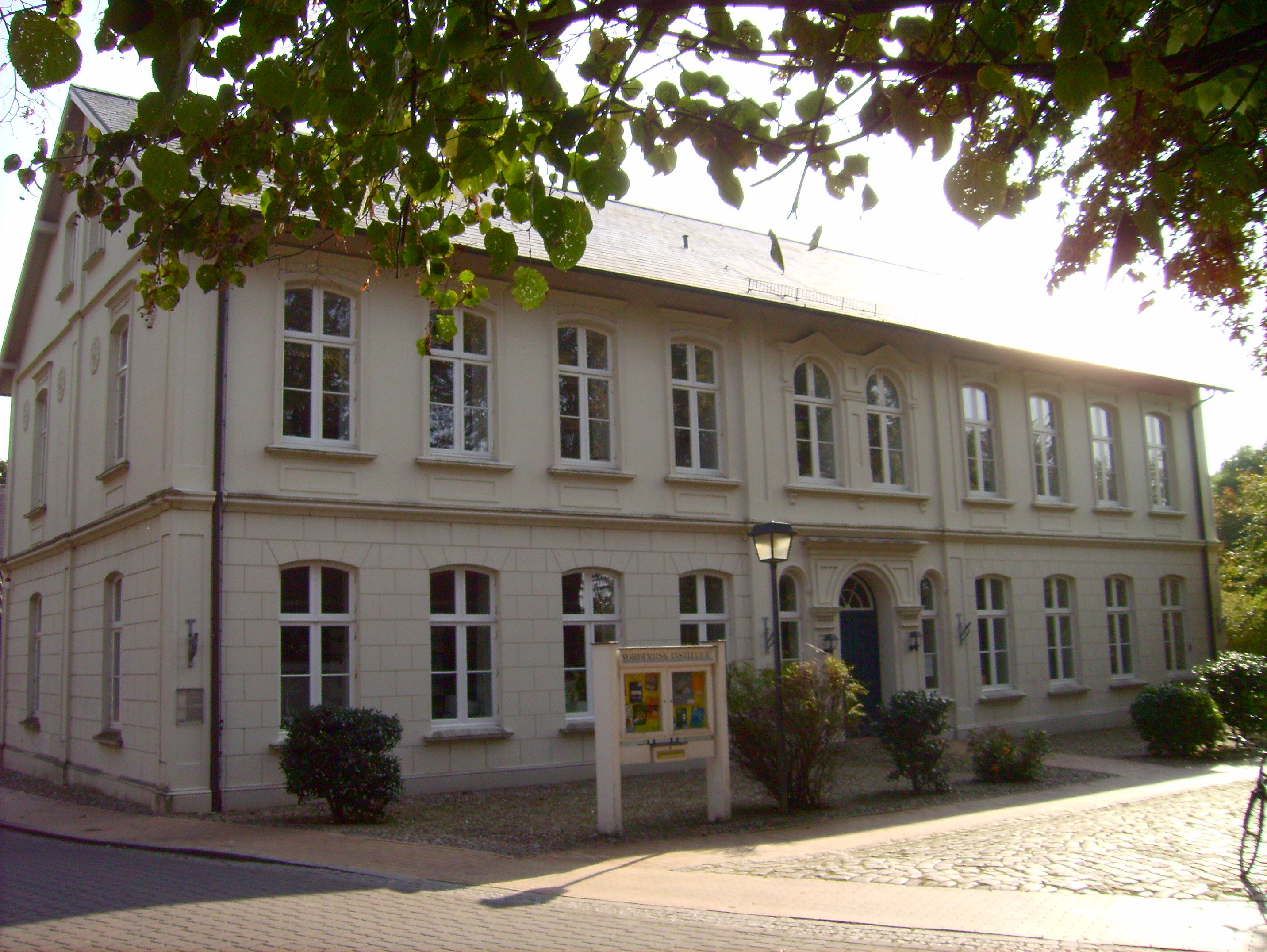
Das Nordfriisk Instituut an der Süderstraße in Bredstedt

Das Nordfriisk Instituut (deutsch: Nordfriesisches Institut) ist die zentrale wissenschaftliche Einrichtung zur Erforschung der nordfriesischen Sprache, Geschichte und Kultur. Sie dient Bürgern, Studenten und Heimatforschern als zentrale Anlaufstelle der friesischen Sprach- und Kulturarbeit. Das Institut ist eine angegliederte Einrichtung der Europa-Universität Flensburg. Der Dienstsitz befindet sich in Bredstedt. Zum Jahreswechsel 2015/2016 beschäftigte das Institut 14 Mitarbeiter (8,88 Stellen/davon 2,26 befristet).

## Geschichte
Das Nordfriisk Instituut wurde 1965 von Seiten der nordfriesischen Volksgruppe gegründet. Anfangs noch in einem Gebäude in der Bredstedter Osterstraße beheimatet, wurde, bedingt durch die wachsenden Aufgaben in Verbindung mit dem steigenden Personalbestand, bald ein größeres Heim notwendig. Dieses fand sich ab 1990 im Gebäude der ehemaligen Volksschule an der Süderstraße (Hausnummer 30).
Institutsleiter war zunächst Tams Jörgensen. 1987 übernahm  Thomas Steensen die Leitung, der 1992 zum Direktor ernannt wurde. Direktor für Sprache war von 1988 bis 1996 Nils Århammar. Am 31. August 2018 wurde Steensen nach 31 Jahren verabschiedet. Ihm folgte Christoph G. Schmidt.
Zum Jubiläum des 50-jährigen Bestehens wurde 2015 ein Erweiterungsbau namens Nordfriisk Futuur eingeweiht. In dessen Erdgeschoss ist ein Mehrzwecksaal eingerichtet, der einerseits für Vortragsveranstaltungen zur Verfügung steht, aber auch Platz für die multimediale Dauerausstellung zum Projekt Sprachenland Nordfriesland bietet. Im Jahr 2018 wurde eine weitere multimediale Dauerausstellung zur Geschichte und Kultur Nordfrieslands realisiert. Sie kann zu den Öffnungszeiten des Instituts besucht werden.
Im Untergeschoss des Erweiterungsbaus wurde zur fachgerechten Unterbringung eines Großteils des Bibliotheks- und Archivbestandes ein Magazin eingerichtet. So konnten die vormals an ihre Kapazitätsgrenze geratenen Räumlichkeiten der Präsenzbibliothek deutlich entlastet werden. Sie wird heute als Lesesaal genutzt.

## Tätigkeitsbereiche
Das Institut hat sich selbst verschiedene Arbeitsschwerpunkte gesetzt: Im Mittelpunkt steht die Erforschung der Nordfriesischen Sprache und Literatur. Diese Bereiche sind von Gesetzes wegen Bestandteil der Bildungspolitik. Die Arbeit des Instituts entlastet insofern die schleswig-holsteinische Landesregierung durch die Übernahme der notwendigen Forschungsarbeit durch qualifiziertes Personal, welches in der Region ansässig ist und als Ansprechpartner der Öffentlichkeit zur Verfügung steht.
Durch die Integration des Auswandererarchivs des Kreises Nordfriesland nimmt die wissenschaftliche Arbeit zur nordfriesischen Auswanderung einen Arbeitsbereich mit steigender Bedeutung ein.
Die wissenschaftliche Tätigkeit der Institutsmitarbeiter wird durch verschiedene Arbeitsgruppen mit der Arbeit der Heimatforscher verknüpft. Die Mitgliedschaft ist in den folgenden Arbeitsgruppen möglich:
- Arbeitsgruppe Sprache und Literatur
- Arbeitsgruppe Geschichte
- Arbeitsgruppe Genealogie
- Aus einer ehemaligen Arbeitsgruppe des Instituts ist mittlerweile die rechtlich eigenständige Interessengemeinschaft Baupflege Nordfriesland und Dithmarschen entstanden.

## Zentrale Einrichtungen

### Bibliothek und Archiv
Das Institut unterhält für die Mitarbeiter sowie die interessierte Öffentlichkeit eine Präsenzbibliothek. Der Sammelschwerpunkt liegt auf Publikationen zu sämtlichen thematischen Aufgabenbereichen, mit denen sich Institutsangehörige beschäftigen. Hierzu zählen vor allem Schriften mit heimatkundlichem und/oder sprachlichem Bezug. Die in der Region gesprochenen Sprachen reichen dabei von Hochdeutsch über Plattdeutsch und Nordfriesisch – letztgenannte bildet den Sammelschwerpunkt – bis Sønderjysk.
Der bibliothekarisch erfasste Bestand umfasst daneben die Jan-Tjittes-Piebenga-Bibleteek. Diese ist die größte Sammlung westfriesischer Literatur außerhalb der Niederlande. Daneben ist eine (historische) Kartensammlung über Nordfriesland vorhanden.
Der Gesamtbestand der Bibliothek umfasst ca. 15.000 Bände. Die Zahl der jährlichen Neuerwerbungen beläuft sich auf rund 500 Exemplare. Der Gesamtbestand wird ergänzt durch ca. 70.000 Zeitungsartikel in der seit den 1970er Jahren geführten Zeitungsausschnittssammlung.
Das Archiv verwahrt u. a. Nachlass-Dokumente verschiedener nordfriesischer Heimatforscher.

### Auswandererarchiv
Das Auswandererarchiv dokumentiert Daten vieler tausend nordfriesischer Auswanderer. Zugleich beschäftigt sich ein Mitarbeiter des Instituts ehrenamtlich mit der wissenschaftlichen Analyse der Emigrantenströme. Bis zur Eröffnung des Erweiterungsbaus Nordfriisk Futuur erinnerte abseits des Institutsgebäudes die Skulptur Aufbruch in eine Neue Welt an emigrierte Nordfriesen. Die Personalisierung des Gedenkens erfolgte durch die Anbringung von Messingplaketten auf dem Fuß des Denkmals nach vorheriger Beantragung von Interessierten. Diese Plaketten wurde nach Errichtung des Erweiterungsbaus an der Rückseite des Gebäudes angebracht und die Skulptur versetzt aufgestellt.

## Trägerverein und Geschäftsführung
Der Verein Nordfriesisches Institut ist Träger der Einrichtung. Er finanziert sich aus Mitgliedsbeiträgen, Erträgen aus der verlagsmäßigen Arbeit und aus verfassungsrechtlich abgesicherten Zuschüssen der Landesregierung von Schleswig-Holstein sowie wissenschaftlichen Projektmitteln der Bundesregierung. Der Verein wurde im Jahr 1948 gegründet und ist somit deutlich älter als das Institut selbst. Das Institut arbeitet politisch unabhängig, ordnet sich weder der deutschen noch der dänischen Seite im Grenzland zu und wird von beiden Seiten finanziell unterstützt.
Seit dem 15. August 2018 wird das Instituut von Christoph G. Schmidt geleitet.